# Гідромотор

Умовне графічне позначення реверсивного нерегульованого гідромотора

Гідромотор (пневмомотор), англ. hydraulic motor; нім. Hydromotor m) — об'ємний гідродвигун (пневмодвигун) з необмеженим обертальним рухом вихідної ланки.

## Конструкція і принцип роботи
Конструкції гідромоторів аналогічні конструкціям відповідних насосів. На відміну від насосів, в гідромоторі на вхід подається робоча рідина під тиском, а на виході знімається з валу обертаючий момент.
Найбільшого поширення набули шестеренні, пластинчасті, аксіально-поршневі і радіально-поршневі гідромотори.
Управління рухом валу гідромотора здійснюється з допомогою гідророзподільника, або за допомогою засобів регулювання гідроприводу.